# 中澤実子
中澤 実子（なかざわ みこ、2002年7月26日 - ）は、日本のファッションモデル、女優、タレント。長野県出身。スターダストプロモーション所属。

## 来歴
2020年、「STARDUST × sweet モデルオーディション」で3000人の中から選ばれグランプリを獲得。スターダストプロモーションに所属し、雑誌『sweet』の専属モデルとなる。長野県在住だった高校在学中から芸能活動を開始し、2022年には東京都水道局アプリやポケットカードなどのCMに出演する。
2023年、には映画にも出演し、短編映画『春の結晶』で初主演を果たした。
2024年、ドラマ『牙狼-GARO- ハガネを継ぐ者』のメインキャストに抜擢された。

## 人物
小学校から高校までずっとバスケットボールに打ち込んでいた。
JUN SKY WALKER(S)の宮田和弥の姪である事を、2024年1月に宮田が自身のInstagramにて明かしている。

## 出演

### ドラマ

#### テレビドラマ
- サワコ 〜それは、果てなき復讐 第6話（2022年11月6日、BS-TBS）- 藪池瑞希 役
- きのう何食べた? （2023年11月 - 12月、テレビ東京系）- 菊地結菜 役
- 牙狼-GARO- ハガネを継ぐ者（2024年1月11日 - 3月28日、TOKYO MX・BS日テレ） - コヨリ 役
- プレミアムドラマ 舟を編む 〜私、辞書つくります〜 第1話（2024年2月18日、NHK BSプレミアム4K） ｢VIVIAN｣編集部員 役

- 法廷のドラゴン 第7話（2025年2月28日、テレビ東京） - テレビ局スタッフ 役[7]

#### 配信ドラマ
- すべての恋は片想いからはじまるっぽい 9話（2021年6月、YouTube） - 結奈 役
- 失恋めし（2022年1月、Amazon Prime Video） - キミマルミキ（高校時代） 役

### 映画
- もういちどみつめる（2025年11月22日公開予定）[8]

### CM
- セブン-イレブン 「気分めちゃハピ セブンスイーツ」（2022年）
- 後楽不動産 （2022年）
- 東京タワー（2022年）
- ポケットカード（2023年）[9]
- アップルジム（2023年）

### MV
- 羊文学「あいまいでいいよ」（2020年）
- the shes gone「ラベンダー」（2021年）
- GLAY「さよならはやさしく」（2024年）